# Twicecoaster: Lane 2
Twicecoaster: Lane 2 (стилизуется как TWICEcoaster: LANE 2) — переиздание третьего мини-альбома южнокорейской гёрл-группы Twice (Twicecoaster: Lane 1), выпущенное 20 февраля 2017 года лейблом JYP Entertainment при поддержке KT Music. Состоит из 13 песен, включая главный сингл «Knock Knock».

## История релиза
18 января 2017 года появилась информация о выпуске специального альбома группы после их концерта в Сеуле. В начале февраля было сообщено о переиздании Twicecoaster: Lane 1, получившего название Twicecoaster: Lane 2, выход которого состоится 20 февраля, а в поддержку будет выпущен новый сингл «Knock Knock».
12 февраля был опубликован трек-лист. Он состоял из 13 песен: семи из оригинального релиза, двух новых песен, инструментальных версий синглов «TT» (включая ремикс-версию), «Cheer Up» и «Like Ohh-Ahh». В последующие четыре дня были выпущены фото-тизеры участниц.
В полночь 17 и 18 февраля были выпущены тизеры видеоклипа. Первый тизер начался с дверного стука, каким закончился видеоклип «ТТ», а второй тизер показал участниц в замедленной съёмке. В полночь 19 февраля был выпущен финальный групповой тизер.
Релиз альбома и видеоклипа на «Knock Knock» состоялся в полночь 20 февраля.

## Промоушен
20 февраля 2017 года в 20:00 по корейскому времени Twice провели трансляцию в приложении «V», чтобы отпраздновать камбэк с фанатами. Они говорили об альбоме, сингле «Knock Knock» и клипе на него, а также поговорили о своих первых концертах, проведённых с 17 по 19 февраля, и азиатском туре. Они впервые продемонстрировали новую хореографию. 21 февраля у них прошла запись на шоу You Hee-yeol’s Sketchbook; их появление было включено в специальный эпизод, показанный 25 февраля с темой «Песни, которые я хотел бы спеть в их 20 лет».
23 февраля состоялось первое выступление на M! Countdown. 24 февраля Twice выступили на Music Bank, 25 февраля на Music Core и 26 февраля на Inkigayo, 7 марта на The Show и 8 марта на Show Champion. Промоушен завершился 12 марта выступлением на Inkigayo.

## Коммерческий успех
Twicecoaster: Lane 2 занял первое место в Gaon Albums Chart и четвёртое в Billboard World Albums Chart. «Knock Knock» стал № 1 в Gaon Singles Chart и пятым в Billboard World Digital Songs.
За февраль 2017 года было продано 266 645 физических копии диска.

## Список композиций
| №                   | Название                     | Текст песни                                      | Музыка                                                     | Аранжировка                                          | Длительность |
| ------------------- | ---------------------------- | ------------------------------------------------ | ---------------------------------------------------------- | ---------------------------------------------------- | ------------ |
| 1.                  | «Knock Knock»                | Sim Eun-jee Min Lee "collapsedone" Mayu Wakisaka | Min Lee "collapsedone" Mayu Wakisaka                       | Min Lee "collapsedone"                               | 3:15         |
| 2.                  | «Ice Cream» (녹아요; Nogayo) | Kim Chang-rak Han Kyung-soo                      | Kim Chang-rak Han Kyung-soo Choi Han-seol Pink Hound       | Kim Chang-rak Han Kyung-soo Choi Han-seol Pink Hound | 3:52         |
| 3.                  | «TT»                         | Sam Lewis                                        | Black Eyed Pilseung                                        | Rado                                                 | 3:32         |
| 4.                  | «1 to 10»                    | Chloe Noday                                      | Noday Chloe                                                | Noday Chloe                                          | 2:55         |
| 5.                  | «Ponytail»                   | Lee Sin-seong ZigZag Note                        | ZigZag Note                                                | ZigZag Note Noh Eun-jong                             | 3:26         |
| 6.                  | «Jelly Jelly»                | Jowul                                            | east4A Ashley Mounts Kim Hee-deok                          | east4A                                               | 3:30         |
| 7.                  | «Pit-A-Pat»                  | Yorkie Kang Ji-won                               | Kang Ji-won Im Kwang-uk                                    | Im Kwang-uk Kang Ji-won                              | 3:27         |
| 8.                  | «Next Page»                  | Maeel                                            | Joe J. Lee "Kairos"                                        | Joe J. Lee "Kairos" Hobyn "K.O" Yi                   | 2:55         |
| 9.                  | «One in a Million»           | mr.cho                                           | Sebastian Thott Didrik Thott Andreas Öberg Danielle Senior | Sebastian Thott                                      | 2:55         |
| Общая длительность: | Общая длительность:          | Общая длительность:                              | Общая длительность:                                        | Общая длительность:                                  | 29:55        |

| №                   | Название                                           | Длительность |
| ------------------- | -------------------------------------------------- | ------------ |
| 10.                 | «TT (Tak Remix)»                                   | 3:58         |
| 11.                 | «Like Ooh-Ahh (Inst.)» (OOH-AHH하게; Ooh-Ahh Hage) | 3:35         |
| 12.                 | «Cheer Up (Inst.)»                                 | 3:27         |
| 13.                 | «TT (Inst.)»                                       | 3:33         |
| Общая длительность: | Общая длительность:                                | 44:29        |

## Чарты
| Чарт (2017)                          | Пиковая позиция |
| ------------------------------------ | --------------- |
| Республика Корея (Gaon Albums Chart) | 1               |
| Китайская Республика (Five Music)    | 1               |
| США (Billboard World Albums Chart)   | 4               |

## Награды и номинации

### Музыкальные шоу
| Песня         | Программа     | Дата               |
| ------------- | ------------- | ------------------ |
| «Knock Knock» | M! Countdown  | 2 марта 2017 года  |
| «Knock Knock» | M! Countdown  | 16 марта 2017 года |
| «Knock Knock» | Music Bank    | 3 марта 2017 года  |
| «Knock Knock» | Music Bank    | 17 марта 2017 года |
| «Knock Knock» | Inkigayo      | 5 марта 2017 года  |
| «Knock Knock» | Inkigayo      | 12 марта 2017 года |
| «Knock Knock» | Inkigayo      | 19 марта 2017 года |
| «Knock Knock» | The Show      | 7 марта 2017 года  |
| «Knock Knock» | Show Champion | 8 марта 2017 года  |

## История релиза
| Страна                     | Дата                 | Формат            | Лейбл                             |
| -------------------------- | -------------------- | ----------------- | --------------------------------- |
| Южная Корея, по всему миру | 20 февраля 2017 года | Цифровая загрузка | JYP Entertainment, KT Music       |
| Южная Корея                | 20 февраля 2017 года | CD                | JYP Entertainment, KT Music       |
| Таиланд                    | TBA                  | CD                | JYP Entertainment, BEC-Tero Music |